# Rájpúr
Rájpúr (hindsky रायपुर) je hlavní a největší město Čhattísgarhu, vnitrozemského indického státu. Leží na severovýchodě Dekánské plošiny přibližně padesát kilometrů západně od Mahánadí a v roce 2011 měl zhruba milión obyvatel.
Podnebí je tropické.